# 平野藤四郎
| 所有者     | 入手方法 |
| ---------- | -------- |
| 吉光       | 作成     |
| この間不明 |          |
| 平野道雪   | 不明     |
| 木村重茲   | 売買     |
| 豊臣秀吉   | 贈与     |
| 前田利長   | 贈与     |
| 徳川秀忠   | 贈与     |
| 前田利常   | 贈与     |
| 前田光高   | 相続     |
| 前田綱紀   | 相続     |
| 前田吉徳   | 相続     |
| 前田宗辰   | 相続     |
| 前田重煕   | 相続     |
| 前田重靖   | 相続     |
| 前田重教   | 相続     |
| 前田治脩   | 相続     |
| 前田斉広   | 相続     |
| 前田斉泰   | 相続     |
| 明治天皇   | 贈与     |
| 大正天皇   | 相続     |
| 昭和天皇   | 相続     |
| 上皇明仁   | 相続     |

平野藤四郎（ひらのとうしろう）は、鎌倉時代に作られたとされる日本刀（短刀）。皇室の私有財産（御物）であり、宮内庁侍従職が管理している。

## 概要
鎌倉時代の刀工で粟田口則国あるいは国吉の子とされる藤四郎吉光により作られた短刀である。藤四郎吉光は、山城国粟田口派の刀工のうち最も著名であり、特に短刀や剣の名手として知られていた。本短刀は、吉光の他の短刀と比較しても大振りで、同工の特色がよくでており、同工の作刀の中でも抜群の出来と評されている。また、『享保名物帳』に記載される名物でもあり、本阿弥氏が纏めた控帳を原本とする写本には吉光の項の第一に記載されるものがあることから、吉光の短刀の筆頭として扱われることがある。
平野藤四郎の名前の由来は、木村重茲が摂津の商人・平野道雪より金30枚で入手したと伝えられていることによる。『享保名物帳』によれば、木村重茲はこの短刀を1分摺り上げて豊臣秀吉に献上し、豊臣秀吉は前田利長に譲り、さらに前田利長が秀吉に献上し、1617年（元和3年）に秀吉が前田利常に譲り、以後加賀藩主前田家に伝えられたとされるが、当該内容には一部誤りがあるというのが現在の通説である。
通説では、1605年（慶長10年）6月28日に前田利長が隠居の挨拶の際に徳川秀忠に献上し、1617年（元和3年）5月13日に前田邸に秀忠が渡御された際に、備前長船の畠田守家の太刀及び名物・浅井一文字とともに前田利常に譲り、以後加賀前田家に伝えられたとされる。なお、利常からは名物・江戸新身藤四郎および貞宗の打刀を献上したとされる。加賀前田家では、数ある刀剣の中でも短刀筆頭として大切に保管されていたとされる。
明治維新後も加賀前田家に伝わった本短刀は、1879年（明治12年）、加賀藩の第12代藩主であった前田斉泰より明治天皇に献上された。明治天皇所有の日本刀の一部は、大正天皇、昭和天皇代々に相続されたのち第二次世界大戦後の財産税や昭和天皇崩御の際の相続税として国庫に物納されたが、本短刀は小烏丸等と同様に引き続き御物（いわゆる御由緒物）として取り扱われている。御物の刀剣の多くは宮中祭祀などで役割を担っており、本短刀は皇后陛下御枕刀としての役割を担っている。

## 作風
平造り、三つ棟。地鉄は小板目肌よく約み地沸付く。刃文は小沸出来の広直刃が冴え鋩子は小丸となる。茎は1分（約3mm）区送りの生ぶ、栗尻、目釘穴は瓢箪型が一つ、その下に「吉光」の二字銘を切る。刃長30.15センチメートル、内反、茎反なし、元幅2.85センチメートル、元重0.82センチメートル、茎長11.67センチメートル。

## 公開
本短刀は、いわゆる御由緒物として特別な役割を担っていることもあり、特別な機会がない限りは、一般に公開されることはない。これまで一般に公開されたことがある例としては、以下の展示会が挙げられる。
- 『日本の武器武具』（1976年10月5日 - 11月23日、東京国立博物館）
- 『日本のかたな』（1997年10月14日 - 11月24日、東京国立博物館）
- 『御即位20年記念 特別展「皇室の名宝－日本美の華」』2期（2009年11月12日 - 11月29日、東京国立博物館）[7]